# Епархия Муилы
 Епархия Муилы  (лат. Dioecesis Muilaënsis) — епархия Римско-Католической церкви с центром в городе Муила, Габон. Епархия Муилы входит в митрополию Либревиля. Кафедральным собором епархии Муилы является церковь святого апостола Иоанна.

## История
11 декабря 1958 года Папа Римский Иоанн XXIII выпустил буллу «Cum sit omnis», которой учредил епархию Муилы, выделив её из архиепархии Либревиля. В этот же день епархия Муилы вошла в митрополию Либревиля.

## Ординарии епархии
- епископ Raymond-Marie-Joseph de La Moureyre (14.05.1959 — 28.10.1976);
- епископ Cyriaque Siméon Obamba (28.10.1976 — 22.04.1992);
- епископ Dominique Bonnet (8.11.1996 — 19.01.2013);
- епископ Mathieu Madega Lebouakehan (19.01.2013 — по настоящее время).

## Источник
- Annuario Pontificio, Libreria Editrice Vaticana, Città del Vaticano, 2003, стр. 958, ISBN 88-209-7422-3
- Булла Cum sit omnis  (лат.)